# 1935 en Inde
Chronologie de l'Inde
- 1931
- 1932
- 1933
- 1934
- 1935
- 1936
- 1937
- 1938
- 1939

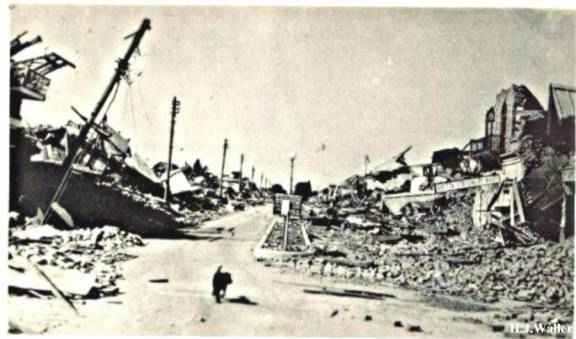
Quetta, alors en Inde, après le séisme.

Cette page concerne les évènements survenus en 1935 en Inde  :

## Évènement
- 30 mai : Séisme de Quetta (en) (bilan : entre 30 000 et 60 000 morts).
- août : Government of India Act, réformes constitutionnelles en Inde britannique.
- 17 août : Campagne de Mohmand.

## Cinéma
- Al Hilal (en)
- Bharat Ki Beti (en)
- Bhikharan (en)
- Bombay Mail (en)
- Chandrasena (en)
- Dharmatma (en)
- Debdas (version bengali) et Devdas, version hindi.
- Dhoop Chhaon (en)
- Dr. Madhurika (en)
- Hind Kesari (film) (en)
- Hunterwali
- Jawani Ki Hawa (en)
- Karwan-E-Hayat (en)
- Khoon Ka Khoon (en)
- Talashe Haq (en)
- Vengeance Is Mine (en)

## Littérature
- Madhushala (en), livre de 135 quatrains du poète et écrivain hindi Harivansh Rai Bachchan (en).

## Création
- Banasthali Vidyapith (en), université.
- Filmindia (en), magazine.
- Police de Bihar (en)

## Dissolution
- Free Press of India (en), agence d'information.
- Parti Swaraj (en)

## Naissance
- Soumitra Chatterjee, acteur.
- Syed Jahangir (en), peintre.

## Décès
- B. Munuswamy Naidu (en), personnalité politique.
- Nigamananda Paramahansa, guru.
- Ganesh Prasad (en), mathématicien.
- Charles Kingsford Smith, aviateur australien.
- Antonio Xavier Trinidade (d), peintre.